# Biserica de lemn din Ceahlău

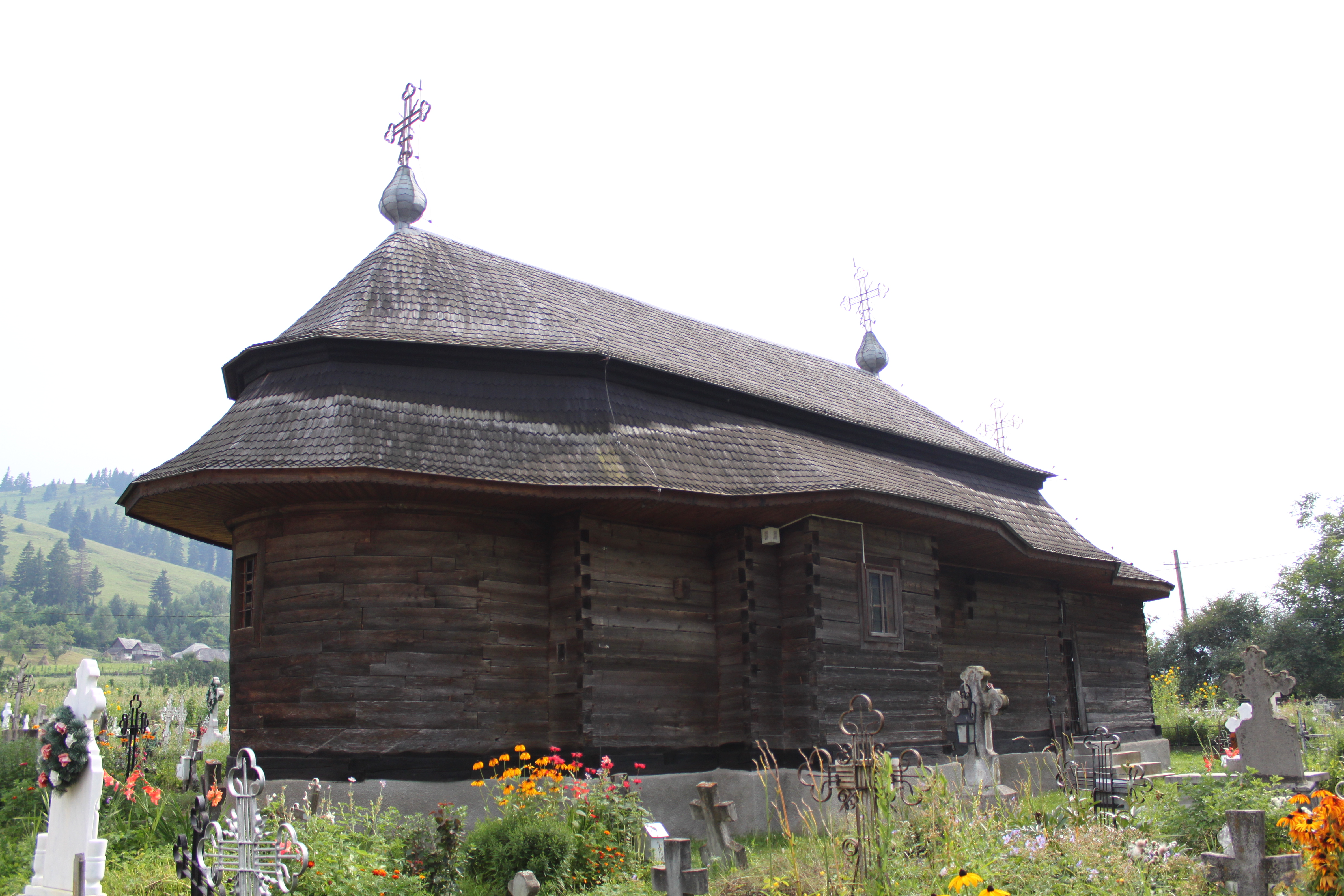
Biserica de lemn din Ceahlău, judeţul Neamţ

Biserica de lemn din Ceahlău, comuna Ceahlău, județul Neamț.